# Albert Royer

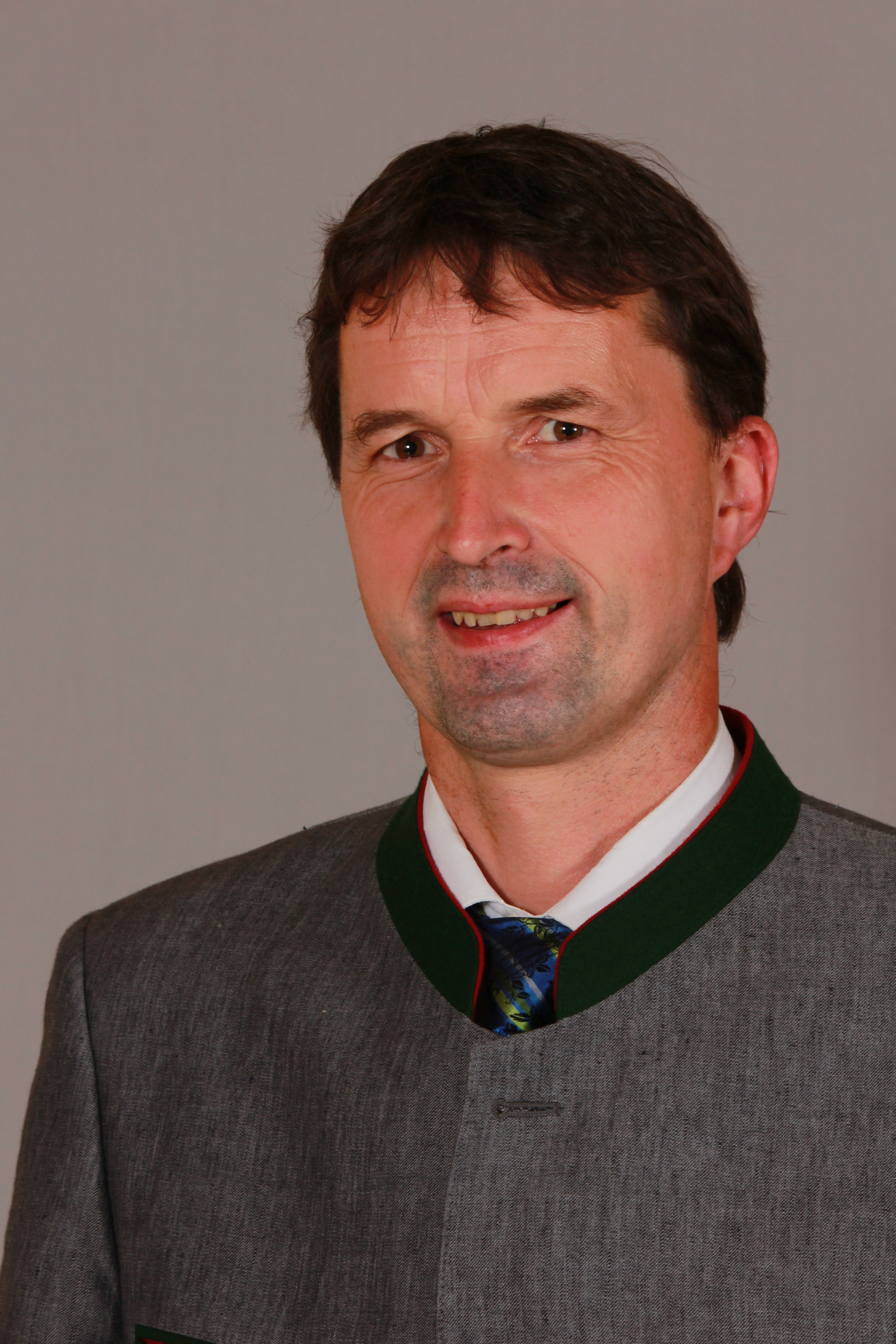
Albert Royer (2016)

Albert Royer (* 1973) ist ein österreichischer Politiker der FPÖ. Er wurde am 16. Juni 2015 als Abgeordneter zum Steiermärkischen Landtag angelobt. Seit dem 20. Dezember 2024 ist er Abgeordneter zum Nationalrat.

## Politische Karriere
Royer startete seine politische Karriere in der Gemeinde Mitterberg, wo er im Gemeinderat tätig war. Zuletzt bekleidete er bis zur Auflösung der selbständigen Gemeinde am 31. Dezember 2014 das Amt des Vizebürgermeisters.
Am 5. April 2013 wurde Royer zum Bezirksobmann der FPÖ im Bezirk Liezen gewählt.
Für die Nationalratswahl 2013 wurde Royer an die siebente Stelle der Steiermärkischen Landesliste gereiht. Nachdem die FPÖ am 29. September in der Steiermark um 6,7 Prozent auf 24,0 Prozent zulegte, schien der Einzug von Royer in den Nationalrat bereits sicher. Nur einen Tag danach folgte die Enttäuschung, denn nach Auswertung der Briefwahlstimmen ergab sich eine Verschiebung von einem Regionalkreis- zu einem Landeslistenmandat, wodurch die umstrittene Susanne Winter – sie wurde wegen Verhetzung und Herabwürdigung religiöser Lehren verurteilt – neuerlich in den Nationalrat einziehen durfte.
In seiner ersten Enttäuschung dachte Royer an seinen Rücktritt. Den Umschwung führte der steirische Parteiobmann Gerhard Kurzmann herbei, der am 15. November 2013 in einer Sitzung der Bezirksparteileitung der FPÖ Liezen ankündigte, dass Royer für ihn der Spitzenkandidat für den Bezirk bei der nächsten Landtagswahl 2015 sein wird.
Für die Landtagswahl 2015 wurde Royer im Wahlkreis 4 (Bruck-Mürzzuschlag, Leoben, Liezen, Murau und Murtal) hinter Mario Kunasek, Hannes Amesbauer und Marco Triller an die vierte Stelle gereiht. Dank des großen Erfolges der FPÖ bei der Wahl mit dem Erreichen von 14 Mandaten war Royer der Einzug in den Landtag nicht mehr zu nehmen. Er wurde am 16. Juni 2015 angelobt.
Im Landtag ist Royer Mitglied in den Ausschüssen für Europa (Europäische Integration und Entwicklungspolitik), Landwirtschaft (Land- und Forstwirtschaft) und Petitionen.
Am 20. Dezember 2024 folgte er Hannes Amesbauer als Abgeordneter zum Nationalrat nach, der Landesrat der Landesregierung Kunasek wurde.

## Privates
Royer ist verheiratet und betreibt in Mitterberg eine Landwirtschaft. Darüber hinaus betreibt er das Gäste- und Ferienhaus „Lechnerhof“.